# Sveriges muslimska råd

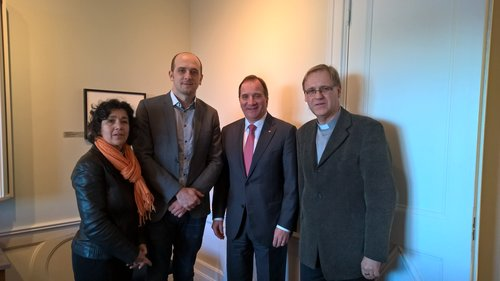
Möte med statsminister Stefan Löfven februari 2015: Sveriges muslimska råds ordförande tillsammans med representanter från Judiska Centralrådet och Sveriges kristna råd.

Sveriges muslimska råd (SMR) startades 1990 och var en paraplyorganisation för rikstäckande muslimska organisationer i Sverige.
Sveriges muslimska råd är alltså inte samma organisation som "Islamiska samarbetsrådet".

## Verksamhet
Sveriges Muslimska Råd är en ideell demokratisk organisation etablerades 1990 genom avtal mellan Sveriges Muslimska Förbund (SMF) och Förenade Islamiska Föreningar i Sverige (FIFS) . Syftet med etableringen är att SMR  ska samla muslimska riksorganisationer i Sverige och att  främja den muslimska gruppens gemensamma intressen och behov av att bevara sin tro, identitet och kulturella egenart och samtidigt verka för en harmonisk integrering i samhället. SMR valde Mahmoud Aldebe som ordförande och Mostafa Kharraki som vice ordförande. Rådet samarbetar med olika aktörer inom det religiösa civila samhället, med bland annat myndigheter och politiker.
Det kan handla om krisberedskapsfrågor, utbildnings- och bildningsfrågor, sociala frågor, frågor om trygghet och säkerhet med mera.
Till exempel:
- Sveriges muslimska råd har varit aktivt i regeringens arbete kring Dialog om samhällets värdegrund.[1]

- Rådet ingår i den Kris- och katastrofgrupp som bildats hos Nämnden för statligt stöd till trossamfund (SST) och som ska sammankallas vid kriser som starkt påverkar församlingsliv eller samhällsliv.

- Rådet har arbetat i ett projekt (2013) med Islamiska Samarbetsrådets riksorganisationer om krisberedskap med syftet att kartlägga medvetandet om krisberedskap och moskélokalernas lämplighet och säkerhet. Arbetet resulterade i rapporten: ”Säkerhet och Krisberedskap i Sveriges Moskéer[2]

### Alternativ rapport till FN
Tillsammans med bland annat FIFS, Sveriges muslimska förbund, Islamiska förbundet i Sverige, Ibn Rushd Studieförbund, Sveriges Unga Muslimer och Svenska muslimer för fred och rättvisa finansierade SMR en rapport till FN (2012–2013) som alternativ till svenska regeringens nittonde, tjugonde och tjugoförsta rapport till FN:s kommitté för avskaffande av rasdiskriminering CERD, Committe on the International Convention on Ethnical and Racial Discrimination. Kitimbwa Sabuni (MMRK) var redaktör för rapporten och bland andra Helena Benaouda, Fatima Doubakil, Elvir Givovic och Omar Mustafa satt i rapportens kommitté. I rapporten presenterades organisationernas alternativa syn på omfattningen av diskrimineringen och deras åsikter gällande aktuell antiterrorlagstiftning. Föreningarna föreslog inkvotering av muslimer och etniska minoriteter i arbetsliv, statliga verk och i den akademiska sektorn samt ökade bidrag för etniska föreningar. I rapporten hävdas att muslimer blir negativt behandlade av Socialtjänsten i fall som rör Lag med särskilda bestämmelser om vård av unga (LVU) då myndigheter tar över vårdnaden av barn som far illa ifrån föräldrar. I rapporten föreslås att Sveriges Television skall ta bort begränsningen för användandet av slöja av sina programvärdar.

### Ledarskap
Mahmoud Aldebe var ordförande från 1990 fram till 2002
Mostafa kharraki var ordförande från 2004 fram till 2010
- Mehmet Kaplan var talesman för SMR 2005-2006.[5][6]
- Helena Benaouda var ordförande i SMR år 2010–2014.[7][8]
- Elgir Gigovic blev ordförande i maj 2014.[9]

## Samarbeten

### Tro och solidaritet
Under slutet av 1980-talet och början av 1990-talet fanns nära relationer mellan Centerpartiet och SMR. Ett projekt mellan Centerpartiet och SMR avslutades hösten 1994 med resultatet att en moské i Alby byggdes. I projektet ingick en konferens där bjöds in de ledande företrädarna för den tyska islamistiska och antisemitiska turkiska organisationen Milli Görüs. 1994 kontaktade SMR alla riksdagspartier med hopp om att inleda ett politiskt samarbete. SMR fick svar från Socialdemokraternas kristna grupp Socialdemokrater för tro och solidaritet (tidigare kallad Broderskapsrörelsen) som man sedan inledde ett samarbete med. Samarbetet utmynnade bland annat i att Tro och Solidaritet skulle verka för att öka representationen av muslimer på politiska förtroendeuppdrag.

### Institutionssjälavården - Andlig vård i kriminalvården
Sveriges Muslimska Råd har genom en överenskommelse med Kriminalvården ett samordningsansvar för muslimsk andlig vård i häkten och fängelse.

### Interreligiöst samarbete
Sveriges muslimska råd ingår inte i Sveriges interreligiösa råd (SIR). Syften med detta råd är att främja och skapa förutsättningar för interreligiöst samarbete i Sverige, lyfta fram religionens roll för att skapa fred och samförstånd i samhället, vara en röst gentemot antisemitism, islamofobi och annan religionsfientlighet och stärka friheten till religiös tro och utövning – individuellt och i gemenskap. Under 2015 drev Sveriges interreligiösa råd kampanjen Vägra hata.

## Medlemsorganisationer
Sveriges muslimska råd består av följande medlemsorganisationer, varav de nedersta fem är startade av Islamiska förbundet i Sverige (IFiS).
- Bosniakiska islamiska samfundet (BIS)
- Förenade islamiska föreningar i Sverige (FIFS) - trossamfundet som IFiS enskilda moskéer är anslutna till.
- Islamic Relief i Sverige
- Islamiska informationsföreningen [16]
- Islamiska förbundet i Sverige (IFIS)
- Stiftelsen islamiska skolor i Sverige (SIS)
- Sveriges unga muslimer (SUM)